# Nougzar Bagration-Grouzinski
Nougzar Ier
Succession
Prétendant au trône de Géorgie
13 août 1984 – 1er mars 2025
(40 ans, 6 mois et 16 jours)
Nougzar Petres dze Bagration-Grouzinski, né le 25 août 1950 à Tbilissi (RSS de Géorgie) et mort le 1er mars 2025 dans la même ville,, est un homme politique géorgien et, sous le nom de Nougzar Ier, l'un des deux prétendants au trône de Géorgie.

## Biographie
Né à Tbilissi, à l'époque en Union soviétique, Nougzar  Bagration-Grouzinski est le fils du poète Petre Bagration-Grouzinski et de sa seconde épouse, Liya Mgeladze (en), qui appartient à une famille issue de l'ancienne petite noblesse de Gourie. Il devint l'aîné de la dynastie bagratide et, par conséquent, prétendant au trône de Géorgie à la mort de son père en 1984. Mais pour les partisans de l'autre prétendant (espagnol) Irakli Bagration-Mukhranski, il n'est que le duc de Lasos, prince de Karthlie-Kakhétie et du Moukhran. Il a également deux sœurs, Dali et Mzevinar et deux filles, Anna et Maya Gruzinskaya, nées de son mariage avec Leila Kipiani (en) (descendante des tavadis [princes georgiens] Kipiani).
Il est, sous le nom de Nougzar Ier, le dernier prétendant de la branche Grouzinski au trône de Géorgie car, la loi salique n'existant pas en Géorgie, son successeur n'est autre que sa fille Anna et une partie des monarchistes géorgiens favorisent le prince de Moukhran, qui renonce à ses droits dynastiques. 
Le 8 février 2009, la princesse Anna épouse son cousin, le prince David Bagrationi-Moukhraneli, frère cadet du prince Irakli, union qui devrait être le prélude à une réconciliation entre les deux branches rivales.
Le 27 septembre 2011 naît le prince Giorgi, petit-fils de Nougzar Bagration-Grouzinski.
Nougzar Bagration-Grouzinski est également, avec sa fille Anna, le codirecteur de l'Association de la noblesse géorgienne. Il fut metteur en scène au Théâtre national de Géorgie, le théâtre Tumanichvili, et il réalisa plusieurs spectacles, dont Haralétie, Haralétie, réalisé le 13 avril 2007